# Laurel und Hardy: Der große Knall
Der große Knall (Originaltitel: The Big Noise; auch bekannt als Der große Krach) ist eine US-amerikanische Filmkomödie von Malcolm St. Clair mit dem Komikerduo Laurel und Hardy in der Hauptrolle.

## Handlung
Die USA im Zweiten Weltkrieg: Stan und Ollie arbeiten in einem Detektivbüro – allerdings nur als Putzmänner, selbst Aufträge ausführen dürfen sie nicht, obwohl das ihr großer Traum wäre. Eines Tages klingelt während des Putzens das Bürotelefon und sie nehmen ab, da gerade keiner der Detektive anwesend ist: Der Erfinder Alva P. Hartley erklärt am Telefon, er habe eine Bombe von großer Sprengkraft entwickelt, die er nur den Big Noise („großen Knall“) nennt. Hartley fordert vom Büro zwei Leibwächter für seine Bombe an, woraufhin Stan und Ollie ihre Chance gekommen sehen und sich selbst als Detektive ausgeben.
Stan und Ollie freuen sich auf ihren Einzug in das Haus des Erfinders, da sie dort freie Verkostung und Unterkunft finden. Sie müssen sich jedoch immer wieder mit dem exzentrischen Verhalten der Hartleys herumschlagen. Die fünfmal verheiratete Tante Sophie bekundet ihr romantisches Interesse an Ollie, während der freche Neffe Egbert ihnen das Leben schwer macht. Doch auch Stan und Ollie sind nicht einfach, so ruiniert Stan ein Frühlingsgemälde von Carl Spitzweg durch eine Erfindung Hartleys. Unterdessen leben im Nachbarhaus verbrecherische Spione, die seit längerem den Diebstahl der Bombe planen. Als das Ehepaar Charlton, das die Gruppe leitet, doch nicht das Risiko des Bombendiebstahls eingehen will, werden sie von ihren Handlangern Hartman und Dutchy gefesselt. Mrs. Charltons Nichte Evelyn – die zuvor von der Verschwörung der Verbrecher keine Ahnung gehabt hatte – kann gerade noch Mr. Hartley warnen, der sich an Evelyn romantisch interessiert zeigt.
Hartman und Dutchy dringen in das Haus der Hartleys ein, können jedoch von Stan und Ollie vorübergehend in die Toilette gesperrt werden. Hartley schickt Stan und Ollie mit einer vermeintlichen Bomben-Attrappe in die Hauptstadt Washington, jedoch wurden die beiden Bomben verwechselt, sodass Stan und Ollie unwissentlich die echte Bombe mit sich herumführen und diese grob behandeln. Als sie per Anhalter nach Washington reisen, spüren die beiden Gangster sie wieder auf, jedoch können Stan und Ollie während einer Polizeikontrolle entkommen. Sie flüchten in ein Flugzeug, das allerdings ferngesteuert ist und von der Armee während einer Schießübung abgeschossen werden soll. Mit dem Fallschirm können Stan und Ollie gerade noch so entkommen. Sie werfen Hartleys Bombe im Heruntergleiten auf ein feindliches U-Boot der Japaner.

## Deutsche Fassungen
- Die erste Fassung für die Kinoauswertung entstand 1951. Arno Paulsen sprach Oliver Hardy und Walter Bluhm lieh Stan Laurel seine Stimme.[1]
- Ein zweites Mal wurde der Film 1979 für die ZDF-Reihe Lachen Sie mit Stan und Ollie bei der Beta Technik bearbeitet. Dialoge und Regie lagen in der Hand von Wolfgang Schick. Walter Bluhm sprach erneut Stan und Michael Habeck synchronisierte Ollie.[2]

## Rezeption
Die Kritiken im Jahr 1944 waren gemischt. Bosley Crowther bescheinigte den Komikern in der New York Times, nicht mehr so witzig wie früher zu sein: „Vor langer Zeit war es lustig, sie mit nasser Farbe und Klappbetten kämpfen zu sehen. Aber jetzt ist es langweilig und erbärmlich. Und es scheint sie nicht einmal zu stören.“ Andere Kritiken bescheinigten The Big Noise dagegen amüsante Unterhaltung, insbesondere für Kinder. An den Kinokassen war er einer der wenigen kommerziellen Erfolge für das Duo unter ihren späten Filmen. So wurde der Film beispielsweise 1954 nochmals in die Kinos gebracht.
Der Filmdienst sah Der große Knall als ein schwächeres Spätwerk der Komiker. Diese Meinung über The Big Noise ist weit verbreitet, der Film wird sogar in Michael Medveds Buch „Die 50 schlechtesten Filme aller Zeiten“ (The Fifty Worst Films of All Time) aus dem Jahr 1978 aufgeführt. Lange galt der Film als unumstritten schlechtester Film des Duos, wenngleich inzwischen viele Fans den Film schätzen, da er zahlreiche Comedy-Routinen aus ihren früheren Kurzfilmen enthält.
Der All Movie Guide schrieb, der Film habe zahlreiche Schwächen und das zunehmende Alter von Stan und Ollie sei hier langsam sichtbar geworden, dennoch habe der Film einen guten Schlussgag und sei nicht so schlecht wie sein Ruf. Der Movie Blog urteilte, die vollkommen überfrachtete Handlung sei das größte Problem, bei nur 70 Minuten Länge gebe es zu viele Nebenhandlungen. Trotzdem schloss sich auch der Movie Blog der Meinung an, dass der Film nicht so schlecht wie sein Ruf sei.